# 清田鎮忠
清田 鎮忠（きよた しげただ）は、戦国時代から安土桃山時代にかけての武将。大友氏の家臣。キリシタンだったと伝えられる。

## 略歴
清田氏は大友氏庶流戸次氏の支族。鎮忠は大友宗麟に仕え、天正6年（1578年）には土持親成の籠城する松尾城攻めに参加し、戦功を挙げた。同年の大友宗麟の日向国侵攻の際は野津院衆を率いて活躍したという。
天正8年（1580年）、大友氏を裏切った田原親貫を国東郡実際寺にて破ったが、帰途で負傷しそのまま死去した という。
しかし一説には、長崎にて死亡したとする。『太宰管内志』によると、天正15年（1587年）の九州征伐の際、大友家救援のため「秀吉が小倉に着陣」したとき、島津に寝返った大友家臣らも馳せ参じたが、盲目で重病を患っていた 鎮忠は代わりに近臣を遣わした。そのとき、島津に与していた輩が鎮忠を讒言したために、鎮忠は追われ肥前国に籠居したという。ルイス・フロイスも「（義統の）義兄弟清田殿」については「所領は没収したが、生命は許した。」と記している。長崎に向かって逃亡した鎮忠・ジュスタとその家族、家来たちを秘かに追跡させたようだ。
途中、肥後国の「御寮人（ジュスタ）に属するある場所」に立ち寄り、その年のうちに長崎に至った。「清田家総領家系図」（柳川関係史料）によると、鎮忠は長崎に牢居した後天正15年（1587年）11月23日病死した。
室のジュスタは大友宗麟の娘であり、当初は土佐国西部の戦国大名一条兼定の継室であった。その後、兼定と離別して天正3（1575年）鎮忠に嫁いだとされる。ジュスタは天正8年（1580年）に受洗し、鎮忠と同様にキリシタンとなった。

## 子孫
鎮忠の婿養子は清田鎮乗とされ、志賀親次の兄弟という。鎮乗は鎮忠の娘・凉泉院との間に細川忠興の側室・吉（幾知、きち、円通院）や男子多数を儲けた。吉は細川立孝を産んでおり、子孫からは元内閣総理大臣の細川護熙が出ている。